# Coruche
Coruche (ku'ɾuʃ(ɨ)) è un comune portoghese di 21 332 abitanti situato nel distretto di Santarém.

## Società

### Evoluzione demografica
| Popolazione di Coruche (1801 – 2004) | Popolazione di Coruche (1801 – 2004) | Popolazione di Coruche (1801 – 2004) | Popolazione di Coruche (1801 – 2004) | Popolazione di Coruche (1801 – 2004) | Popolazione di Coruche (1801 – 2004) | Popolazione di Coruche (1801 – 2004) | Popolazione di Coruche (1801 – 2004) | Popolazione di Coruche (1801 – 2004) |
| ------------------------------------ | ------------------------------------ | ------------------------------------ | ------------------------------------ | ------------------------------------ | ------------------------------------ | ------------------------------------ | ------------------------------------ | ------------------------------------ |
| 1801                                 | 1849                                 | 1900                                 | 1930                                 | 1960                                 | 1981                                 | 1991                                 | 2001                                 | 2004                                 |
| 3920                                 | 4943                                 | 9634                                 | 18317                                | 27437                                | 25278                                | 23634                                | 21332                                | 20629                                |

## Freguesias
- Biscainho
- Branca
- Coruche
- Couço
- Erra
- Fajarda
- Santana do Mato
- São José de Lamarosa